# Campionati del mondo di atletica leggera 2013 - 800 metri piani femminili
La gara degli 800 metri piani femminili si è svolta tra giovedì 15 agosto e domenica 18 agosto 2013.

## Podio
| Pos.    | Atleta                 | Nazionalità | Tempo   |
| ------- | ---------------------- | ----------- | ------- |
| Oro     | Eunice Jepkoech Sum    | Kenya       | 1'57"38 |
| Argento | Brenda Martinez        | Stati Uniti | 1'57"91 |
| Bronzo  | Alysia Johnson-Montaño | Stati Uniti | 1'57"95 |

## Situazione pre-gara

### Record
Prima di questa competizione, il record del mondo (WR) e il record dei campionati (CR) erano i seguenti.
| Record                | Prestazione | Atleta                               | Data                                       | Competizione              |
| --------------------- | ----------- | ------------------------------------ | ------------------------------------------ | ------------------------- |
| Record mondiale       | 1'53"28     | Jarmila Kratochvílová Cecoslovacchia | 26 luglio 1983 Monaco di Baviera, Germania |                           |
| Record dei campionati | 1'54"68     | Jarmila Kratochvílová Cecoslovacchia | 9 agosto 1983 Helsinki, Finlandia          | Campionati del mondo 1983 |

### Campioni in carica
I campioni in carica, a livello mondiale e continentale, erano:
| Campione | Atleta                 | Prestazione | Data                                  | Competizione               |
| -------- | ---------------------- | ----------- | ------------------------------------- | -------------------------- |
| Olimpico | Mariya Savinova Russia | 1'56"19     | 11 agosto 2012 Londra, Regno Unito    | Giochi della XXX Olimpiade |
| Mondiale | Mariya Savinova Russia | 1'55"87     | 4 settembre 2011 Taegu, Corea del Sud | Campionati del mondo 2011  |
| Europeo  | Elena Aržakova Russia  | 1'58"51     | 29 giugno 2012 Helsinki, Finlandia    | Campionati europei 2012    |

### La stagione
Prima di questa gara, gli atleti con le migliori tre prestazioni dell'anno erano:
| Pos. | Atleta                             | Prestazione | Data                                         |
| ---- | ---------------------------------- | ----------- | -------------------------------------------- |
| 1    | Francine Niyonsaba Burundi         | 1'56"72     | 1º giugno 2013 Eugene, Stati Uniti d'America |
| 2    | Malika Akkaoui Marocco             | 1'57"64     | 6 luglio 2013 Parigi, Francia                |
| 3    | Alysia Johnson-Montaño Stati Uniti | 1'57"75     | 6 luglio 2013 Parigi, Francia                |

## Risultati
| LEGENDA: | NR | Record Nazionale | PB | Primato personale | SB | Primato stagionale |

### Batterie
Qualificazione: i primi tre di ogni serie (Q) e i quattro tempi migliori tra gli esclusi (q) si qualificano alle semifinali.
| Pos. | Batteria | Corsia | Nome                    | Nazionalità        | Tempo   | Note        |
| ---- | -------- | ------ | ----------------------- | ------------------ | ------- | ----------- |
| 1    | 1        | 5      | Brenda Martinez         | Stati Uniti        | 1:59.39 | Q           |
| 2    | 1        | 3      | Marilyn Okoro           | Regno Unito        | 1:59.43 | Q, SB       |
| 4    | 2        | 3      | Alysia Johnson-Montaño  | Stati Uniti        | 1:59.47 | Q           |
| 5    | 1        | 2      | Winny Chebet            | Kenya              | 1:59.58 | q. SB       |
| 6    | 2        | 6      | Nataliia Lupu           | Ucraina            | 1:59.59 | Q, SB       |
| 7    | 1        | 4      | Maryna Arzamasava       | Bielorussia        | 1:59.60 | q, SB       |
| 8    | 3        | 5      | Malika Akkaoui          | Marocco            | 1:59.63 | Q           |
| 9    | 3        | 8      | Ekaterina Poistogova    | Russia             | 1:59.90 | Q           |
| 10   | 3        | 7      | Ajeé Wilson             | Stati Uniti        | 2:00.00 | Q           |
| 11   | 2        | 7      | Halima Hachlaf          | Marocco            | 2:00.04 | Q           |
| 12   | 3        | 1      | Rose Mary Almanza       | Cuba               | 2:00.27 | q           |
| 13   | 3        | 4      | Lenka Masná             | Rep. Ceca          | 2:00.31 | q, SB       |
| 14   | 4        | 6      | Eunice Jepkoech Sum     | Kenya              | 2:00.49 | Q           |
| 15   | 4        | 3      | Elena Kotulskaya        | Russia             | 2:00.50 | Q           |
| 16   | 2        | 2      | Angela Smit             | Nuova Zelanda      | 2:00.60 |             |
| 17   | 4        | 2      | Laura Muir              | Regno Unito        | 2:00.80 | Q, PB       |
| 18   | 3        | 3      | Natoya Goule            | Giamaica           | 2:00.93 |             |
| 19   | 3        | 2      | Olha Lyakhova           | Ucraina            | 2:00.98 |             |
| 20   | 4        | 1      | Fantu Magiso            | Etiopia            | 2:01.11 |             |
| 21   | 2        | 5      | Jessica Judd            | Regno Unito        | 2:01.48 |             |
| 22   | 4        | 4      | Kelly Hetherington      | Australia          | 2:01.57 |             |
| 23   | 4        | 7      | Melissa Bishop          | Canada             | 2:01.91 |             |
| 24   | 2        | 8      | Wang Chunyu             | Cina               | 2:02.05 | SB          |
| 24   | 2        | 4      | Roseanne Galligan       | Irlanda            | 2:02.05 |             |
| 26   | 4        | 8      | Margarita Mukasheva     | Kazakistan         | 2:02.06 |             |
| 27   | 1        | 7      | Marta Milani            | Italia             | 2:02.41 |             |
| 28   | 1        | 1      | Karine Belleau-Béliveau | Canada             | 2:02.93 |             |
| 29   | 2        | 1      | Marina Pospelova        | Russia             | 2:03.42 |             |
| 30   | 1        | 8      | Eglė Balčiūnaitė        | Lituania           | 2:08.77 |             |
| 31   | 4        | 5      | Elena Mirela Lavric     | Romania            | 2:10.37 |             |
| 32   | 3        | 6      | Elisabeth Mandaba       | Rep. Centrafricana | 2:14.35 | SB          |
| n/a  | 1        | 6      | Mariya Savinova         | Russia             | 1:59.44 | dq (Doping) |

### Semifinale
Qualificazione: i primi tre di ogni serie (Q) e i due tempi migliori tra gli esclusi (q) si qualificano alla finale.
| Pos. | Batteria | Corsia | Nome                   | Nazionalità | Tempo   | Note        |
| ---- | -------- | ------ | ---------------------- | ----------- | ------- | ----------- |
| 1    | 1        | 4      | Alysia Johnson-Montaño | Stati Uniti | 1:58.92 | Q           |
| 2    | 1        | 5      | Brenda Martinez        | Stati Uniti | 1:59.03 | Q           |
| 3    | 1        | 8      | Nataliia Lupu          | Ucraina     | 1:59.43 | Q, SB       |
| 4    | 1        | 3      | Ekaterina Poistogova   | Russia      | 1:59.48 | q           |
| 5    | 1        | 1      | Lenka Masná            | Rep. Ceca   | 1:59.56 | q, PB       |
| 6    | 1        | 6      | Halima Hachlaf         | Marocco     | 2:00.55 |             |
| 7    | 2        | 2      | Eunice Jepkoech Sum    | Kenya       | 2:00.70 | Q           |
| 9    | 1        | 2      | Laura Muir             | Regno Unito | 2:00.83 |             |
| 10   | 2        | 7      | Ajeé Wilson            | Stati Uniti | 2:00.90 | Q           |
| 11   | 2        | 1      | Rose Mary Almanza      | Cuba        | 2:00.98 |             |
| 12   | 1        | 7      | Winny Chebet           | Kenya       | 2:01.04 |             |
| 13   | 2        | 8      | Maryna Arzamasava      | Bielorussia | 2:01.19 |             |
| 14   | 2        | 5      | Elena Kotulskaya       | Russia      | 2:01.75 |             |
| 15   | 2        | 4      | Marilyn Okoro          | Regno Unito | 2:02.26 |             |
| 16   | 2        | 3      | Malika Akkaoui         | Marocco     | 2:02.29 |             |
| n/a  | 2        | 6      | Mariya Savinova        | Russia      | 2:00.73 | dq (Doping) |

### Finale
| Pos. | Corsia | Nome                   | Nazionalità | Tempo   | Note        |
| ---- | ------ | ---------------------- | ----------- | ------- | ----------- |
|      | 2      | Eunice Jepkoech Sum    | Kenya       | 1:57.38 | PB          |
|      | 5      | Brenda Martinez        | Stati Uniti | 1:57.91 | PB          |
|      | 3      | Alysia Johnson-Montaño | Stati Uniti | 1:57.95 |             |
| 4    | 4      | Ekaterina Poistogova   | Russia      | 1:58.05 | SB          |
| 5    | 8      | Ajeé Wilson            | Stati Uniti | 1:58.21 | PB          |
| 6    | 7      | Nataliia Lupu          | Ucraina     | 1:59.79 |             |
| 7    | 1      | Lenka Masná            | Rep. Ceca   | 2:00.59 |             |
| n/a  | 6      | Mariya Savinova        | Russia      | 1:57.80 | dq (Doping) |